# Gordon Goodman
Gordon Terence Goodman, född 19 maj 1926, död 28 maj 2008, var en brittisk ekolog och forskare. Han var Stockholm Environment Institutes direktör vid dess bildande 1989.